# فارمینگتون (یوتا)
فارمینگتون (به انگلیسی: Farmington) شهری در ایالت یوتا کشور ایالات متحده آمریکا است که جمعیت آن در سرشماری سال ۲۰۱۰ میلادی، ۱۸٬۲۷۵ نفر بوده‌است.